# Heliophanillus
Genre
Heliophanillus est un genre d'araignées aranéomorphes de la famille des Salticidae.

## Distribution
Les espèces de ce genre se rencontrent en Europe du Sud, en Moyen-Orient et en Asie centrale.

## Liste des espèces
Selon World Spider Catalog (version 18.0, 08/04/2017) :
- Heliophanillus conspiciendus Wesolowska & van Harten, 2010
- Heliophanillus fulgens (O. Pickard-Cambridge, 1872)
- Heliophanillus metallifer Wesolowska & van Harten, 2010
- Heliophanillus suedicola (Simon, 1901)

## Publication originale
- Prószyński, 1989 : Systematic studies on East Palearctic Salticidae III. Remarks on Salticidae of the USSR. Annales zoologici, Warszawa, vol. 34, p. 299-369.